# آدام باکلی
آدام باکلی (انگلیسی: Adam Buckley؛ زادهٔ ۲ اوت ۱۹۷۹) بازیکن فوتبال اهل بریتانیا است.
از باشگاه‌هایی که در آن بازی کرده‌است می‌توان به باشگاه فوتبال وست برومویچ آلبیون، باشگاه فوتبال لینکولن سیتی، باشگاه فوتبال گریمزبی تاون، باشگاه فوتبال استمفورد، باشگاه فوتبال اسلیفورد تاون، باشگاه فوتبال هاروبی یونایتد، و باشگاه فوتبال اسپالدینگ یونایتد اشاره کرد.